# Agathe de La Fontaine
Agathe de La Fontaine (* 27. März 1972 in Paris) ist eine französische Schauspielerin.

## Leben
De La Fontaine debütierte in einer kleinen Rolle in der kanadisch-französischen Komödie Louis 19, le roi des ondes aus dem Jahr 1994; im französischen Kriegsdrama Killer Kid aus dem gleichen Jahr spielte sie eine der größeren Rollen. Jeweils eine größere Rolle spielte sie an der Seite von Mickey Rourke und Angie Everhart im Erotikdrama 9½ Wochen in Paris (1997) wie auch in der Tragikomödie Zug des Lebens (1998), die unter anderem Preise der Internationalen Filmfestspiele von Venedig und des Sundance Film Festivals erhielt. In der italienischen Komödie Io amo Andrea (2000) spielte de La Fontaine die Rolle einer Frau, die gleichzeitig Affären mit einem Mann und mit einer anderen, von Francesca Neri verkörperten Frau unterhält. Nach einer mehrjährigen Pause war sie erneut in der für mehrere Oscars, Golden Globes und Césars nominierten Filmbiografie Schmetterling und Taucherglocke (2007) zu sehen.
Am 3. Juli 2000 heiratete De La Fontaine den französischen Fußballnationalspieler Emmanuel Petit; im März 2002 wurde die gemeinsame Tochter geboren. Die Ehe wurde 2007 geschieden.

## Filmografie (Auswahl)
- 1993: Novalis – Die blaue Blume
- 1994: Louis 19, le roi des ondes
- 1994: Killer Kid – Mit Dynamit und Skateboard (Killer Kid)
- 1994: Prinzessin Fantaghirò IV (Fantaghirò 4)
- 1996: Allzu laute Einsamkeit (Une trop bruyante solitude)
- 1997: 9½ Wochen in Paris (Love in Paris)
- 1997: Un coup de baguette magique
- 1998: Zug des Lebens (Train de vie)
- 2000: Io amo Andrea
- 2007: Schmetterling und Taucherglocke (The Diving Bell and the Butterfly / Le scaphandre et le papillon)